# Англо-ирачки рат
Англо-ирачки рат је била британска кампања против побуњеничке владе Ел Гајданија у Краљевини Ирак током Другог свјетског рата. Кампања је трајала од 2. до 31. маја 1941. године, а резултирала је поновном окупацијом Ирака од стране Британских оружаних снага и враћањем на власт свргнутог пробританског престолонасљедника, принца Абд ел Илаха. Кампања је проузроковала појаву негативних осјећања ирачких националиста према Хашемитској династији.

## Позадина
Краљевина Ирак је била под управом Уједињеног Краљевства преко мандата Друштва народа, тј. Британског мадата за Месопотамију, све до 1932. године када Ирак постаје номинално независна држава. Прије стицања независности дошло је до закључења Англо-ирачког споразума 1930. године. Споразум је имао неколико услова, међу којима је било и успостављање војних база за британске потребе и обезбјеђивање свих услова за неограничено кретање британских снага кроз земљу на захтјев ирачке владе. Услови су наметнути како би Уједињено Краљевство осигурало континуирану контролу над ирачким нафтним резервама. Многи Ирачани су занемарујући ове услове сматрали да је земља још увијек под ефектном контролом британске владе.
Међутим, до 1937. године, није била британских снага у Ираку и ирачка влада је била у потпуности одговорна за унутрашњу безбједност земље. По Англо-ирачком споразуму, Британском краљевском ратном ваздухопловству је било дозвољено задржати двије базе: Шајбах, близу Басре, и Хабанија, између Рамадија и Фалуџе. Базе су имале двоструку улогу: заштиту британски нафтних интереса и одржавање везе између Египта и Индије.
Избијањем Другог свјетског рата ирачка влада је прекинула све дипломатске односе са Трећим рајхом. У марту 1940. године, националисти и антибританац Ел Гајданија је замјени на мјесту премијера Нирија ел Саида. Ел Гајдани је успоставио тајне везе са њемачким представницима у Берлину и Анкари, али још није отворено подржавао Силе осовине.
У јуну 1940. године, Краљевина Италија се придружила Њемачкој, а ирачка влада није прекинула дипломатске односе са њом као што је урадила са Њемачком. Тако је италијанско посланство у Багдату постало главни центар пропаганде Сила осовине и антибританских осјећања. У томе је помагао Мухамед Амин ел Хусеини, Велики муфтија Јерусалимски. Велики муфтија је побегао из Палестине непосредно прије избијања рата, а касније добија азил у Багдаду.
У јануару 1941. године, дошло је до политичке кризе у Ираку и пријетња избијању грађанског рата. Ел Гајдани је дао оставку на мјесто премијера и на његово мјесто је дошао Таха ел Хашими. Јавно мишљење у Ираку је почело да се мијења након што су Италијани претрпјели неколико неуспјеха на средоземном и афричком ратишту.